# Epamera farquharsoni
Epamera farquharsoni är en fjärilsart som beskrevs av Bethune-Baker 1922. Epamera farquharsoni ingår i släktet Epamera och familjen juvelvingar. Inga underarter finns listade i Catalogue of Life.